# Красимир Лазаров (тенисист)
Красимир Лазаров е български тенисист роден на 6 март 1966 г. в София. Дългогодишен състезател за Купа Дейвис. За отбора на България за Купа Дейвис има 15 победи и 24 загуби.
През 1982 г. на 16 години Красимир Лазаров става най-младия шампион на България по тенис за мъже.
Най-доброто му постижение на турнир от по-висок ранг е достигане до четвъртфинал на двойки на турнир от серията „Чалънджър“ в София заедно с Иван Кескинов през 1988 г.

## Финали

### Титли на сингъл (1)
| Година | Турнир | Организатор | Категория  |
| 2005   | София  | ITF         | Seniors G4 |

| Легенда                    |
| Seniors Турнир за ветерани |